# Polygala abreui
Polygala abreui är en jungfrulinsväxtart som beskrevs av Maria do Carmo Mendes Marques och J.F.B.Pastore. Polygala abreui ingår i släktet jungfrulinssläktet, och familjen jungfrulinsväxter. Inga underarter finns listade i Catalogue of Life.